# Мартыновский могильник
Марты́новский моги́льник (также Чешлами́нское кла́дбище; чув. Ҫичӗ кас масарĕ, Ҫичӗ ял масарӗ, Шуршу масарӗ, Ӗлӗкхи масар, Кивӗ масар) — археологический памятник чуваш, датируемый XVI – началом XX веков. Расположен в Козловском районе Чувашской Республики Российской Федерации.

## Название
Наименование «Мартыновский» обусловлено близким расположением деревни Мартыново, находящейся на расстоянии 1 км от кладбища. Название «Чешламинское кладбище» связано с захоронениями представителей чувашского языческого населения из деревни Чешлама, находящейся в 3,5 км от могильника.
Местное население называет могильник по разному: 
- Ҫичӗ кас масарӗ или Ҫичӗ ял масарӗ — «кладбище семи деревень», возможно, что кладбище выполняло функцию центрального места захоронения для семи близлежащих населённых пунктов,
- Шуршу масарӗ — «кладбище на Белой Воложке»,
- Ӗлӗкхи масар или Кивӗ масар — «старинное, старое кладбище» и др.

## История и описание
В своих исследованиях, проведенных в период с 1860 по 1880 годы, один из крупнейших исследователей чувашского народа В.К. Магницкий зафиксировал наличие захоронений с деревянными и каменными надгробиями, на одном из которых была обнаружена надпись, выполненная арабской графикой. По рассказам местных жителей, в поле рядом с местом захоронений до 1930-х годов чуваши из окрестных селений совершали моления и жертвоприношения кур, овец и лошадей.
В 1976 году Чувашской археологической экспедицией под руководством В. Ф. Каховского и Б. В. Каховского были проведены археологические раскопки. В ходе работ на семи раскопах общей площадью 580м² было обнаружено 91 захоронение. В восточной части были выявлены захоронения, датируемые 16-17 веками, а в западной — 18-20 веками.
В ранних захоронениях зафиксированы следующие элементы: 
- небольшая глубина погребений (20-60 см),
- могильные ямы прямоугольной формы, с отвесными стенами, в некоторых из них (в ногах и у изголовья) отмечены остатки деревянных столбов (юпа) или каменных надгробий,
- погребения совершены трупоположением, ориентированым преимущественно головой на запад с отклонениями к югу или северу, в деревянных гробах из плах, обычно без дна.

В отдельных захоронениях под костяками сохранились следы подстилок из луба или ткани. В засыпи 4 захоронений найдены кости лошади,  в 6 — отсутствовали костяк и вещевой материал.
Погребальный инвентарь разнообразен: Среди металлических предметов были железные ножи (в 34 погребениях), кинжал с орнаментированной костяной рукояткой, обломки железных серпов и косы, перстни (медные, бронзовые и серебряные), кольца и тд. Также были обнаружены бронзовые орнаментированные застёжки-сюльгамы («ама») с подвешенными бусами из стекла или раковинами-ужовками. Бусы из цветного стекла и камня различных цветов и форм встречены в качестве деталей головных, нагрудных и поясных украшений. Среди находок бронзовые пуговицы в виде сфер, полусфер и гранёные с тремя чёрными точками на каждой грани. Обнаружены (в двух погребениях) женскик поясные украшения чув. хӳре (накосник), состоящие из бронзовых пронизок, нанизанных на нитки и чередующихся с двумя или одной вставленными между ними бусинками.
Особый интерес представляют орнаментированное женское нагрудное украшение «ама» в виде бронзовой треугольной пластинки с колечками и подвижным язычком, а также бронзовый гребень с отверстием для подвешивания.
Многочисленны и монеты различного времени и достоинства, часть из них использована как деталь украшений.
В захоронениях второй половины 18–начала 20 веков отмечено сочетание элементов языческого и христианского погребальных обрядов:
- глубина ям достигает до 1,6 м,
- мало погребального инвентаря,
- встречаны погребения, в которых руки сложены на груди,
- гробы изготовлены из дубовых досок.

В 1991 году на месте погребений был найден камень c текстом, выполненным арабской графикой, который хранится в Чувашском государственном институте гуманитарных наук (ЧГИГН).